# Drvar
Drvar (în sârbă Дрвар, pronunțat [dř̩ʋaːr]) este un oraș și o comună din Cantonul 10 al Federației Bosniei și Herțegovinei, o entitate din statul modern Bosnia și Herțegovina. Conform recensământului din 1991, comuna a avut o populație de 15.343 de locuitori, conform recensământului din 2013, comuna a avut o populație de 7.036 de locuitori (din care sârbi peste 90%). Drvar este situat în vestul Bosniei și Herțegovinei, pe drumul dintre Bosansko Grahovo și Bosanski Petrovac⁠(d), de asemenea se află în apropiere de Glamoč.
Drvar se află într-o vale vastă care se află în partea de sud-est a regiunii Bosanska Krajina, între munții Osječanica⁠(d), Klekovača⁠(d), Vijenca și Šator⁠(d) din Alpii Dinarici. Partea sud-estică a graniței sale se întinde de la Šator de-a lungul Jadovnika, Uilice și coboară până la Lipovo și râul Una (un afluent al râului Sava).
Această regiune extrem de deluroasă care cuprinde orașul Drvar și numeroasele sate periferice are o suprafață de aproximativ 1.030 kilometri pătrați. Orașul în sine este situat în principal în partea stângă a râului Unac și se află la o altitudine de aproximativ 480 de metri deasupra nivelului mării.

## Nume
Cuvântul Drvar provine din cuvântul slav „drvo” care înseamnă „lemn”. În perioada Republicii Socialiste Federative Iugoslavia din 1981 până în 1991, Drvar a fost numit Titov Drvar (Drvar al lui Tito) în onoarea lui Iosip Broz Tito.

## Istorie

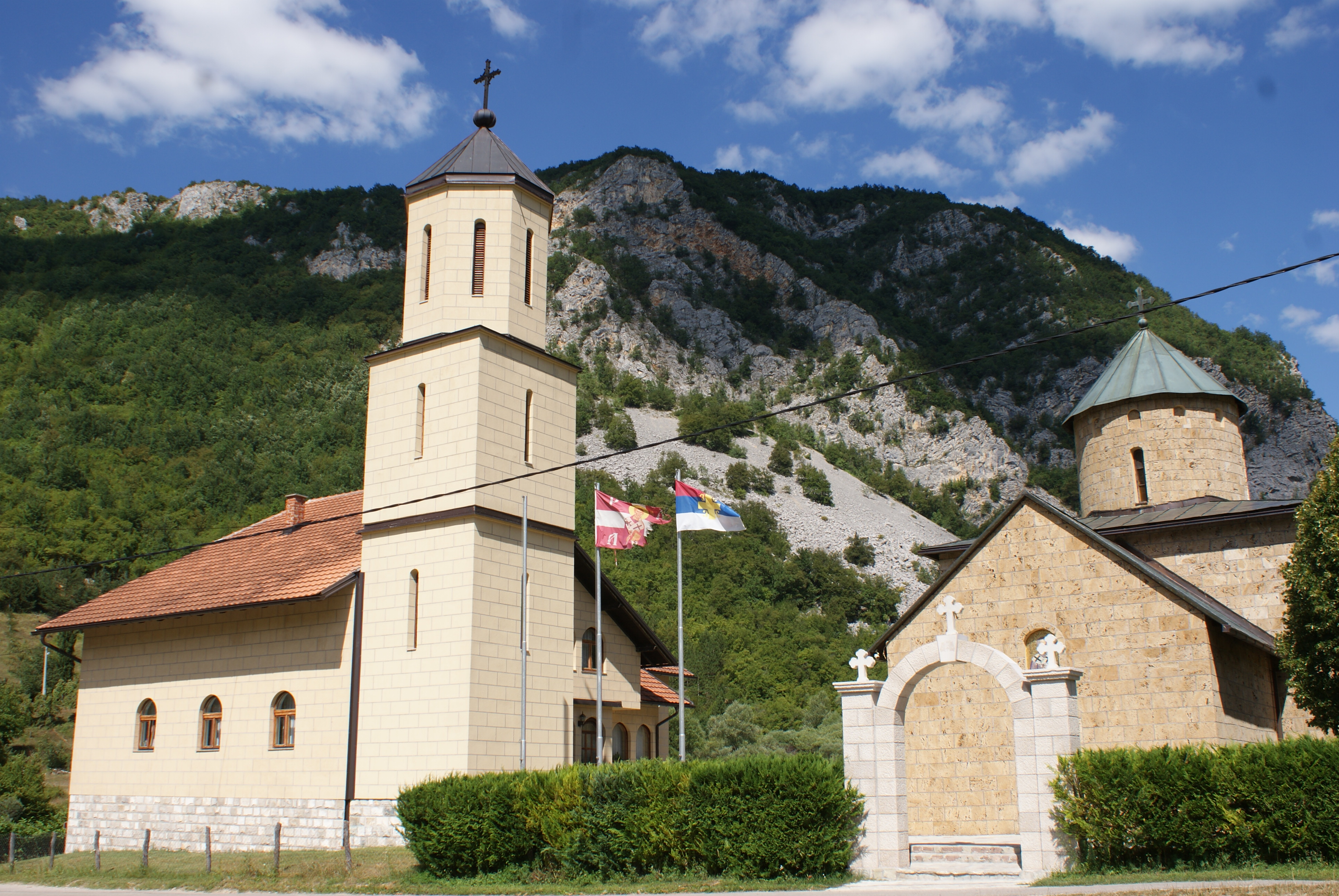
Mănăstirea Rmanj de la sfârșitul secolului al XV-lea

### Istoria timpurie
Primele scrieri despre Drvar sunt din secolul al IX-lea. În prima jumătate a secolului al XVI-lea (aproximativ în anul 1530), locuitorii acestei zone, sub conducerea unui Vojnović din Glamoč, au migrat în împrejurimile Zagrebului (Metlika Zumberak și patru sate din jur). Suprafața mai mare a fost populată în epoca romană, dovadă fiind rămășițele drumurilor și indicatoarelor romane.

### Stăpânirea austro-ungară
În 1878, Drvar, împreună cu restul Bosniei și Herțegovinei, a fost sub stăpânire austro-ungară. În jurul anului 1893, industriașul german Otto von Steinbeis⁠(de)[traduceți] a închiriat dreptul de a exploata pădurile de brad și molid din munții Klekovača, Lunjevače, Srnetica și Osječenica. Afacerile lui Steinbeis au avut loc în zonă până în 1918 când, după primul război mondial, compania sa a fost preluată de noul stat iugoslav. În cei 25 de ani în care compania lui Steinbeis a funcționat în zonă, el a creat o infrastructură completă pentru prelucrarea produselor forestiere, inclusiv construcția unor fabrici moderne de cherestea în Drvar și Dobrljin și construirea unei rețele de drumuri și 400 km de cale ferată cu ecartament îngust și linii telefonice și telegrafice. În acest timp, Drvar s-a transformat într-un oraș industrial cu aproximativ 2.800 de persoane, în care au fost construite case, spitale, restaurante, cafenele și magazine. În Drvar au apărut fabrici suplimentare, inclusiv o fabrică de celuloză deschisă de Alphons Simunius Blumer.
În cele din urmă, condițiile de muncă precare au dus la primele greve organizate în Drvar în 1906. Aceste greve au continuat până în 1911, când Imperiul Austro-Ungar a interzis toate aceste activități.

### Secolul al XX-lea
În 1918 a avut loc căderea Imperiului Austro-Ungar și apariția Regatului Sârbilor, Croaților și Slovenilor, dar acest lucru nu a îmbunătățit viața muncitorilor din Drvar, care s-au organizat mai bine și au început grevele din nou în 1921.

### Regatul Iugoslaviei
Din 1929 până în 1941, Drvar a făcut parte din Banovina Vrbas a Regatului Iugoslaviei. În 1932, o criză economică a dus la concedierea a 2.000 de muncitori.

### Al doilea război mondial

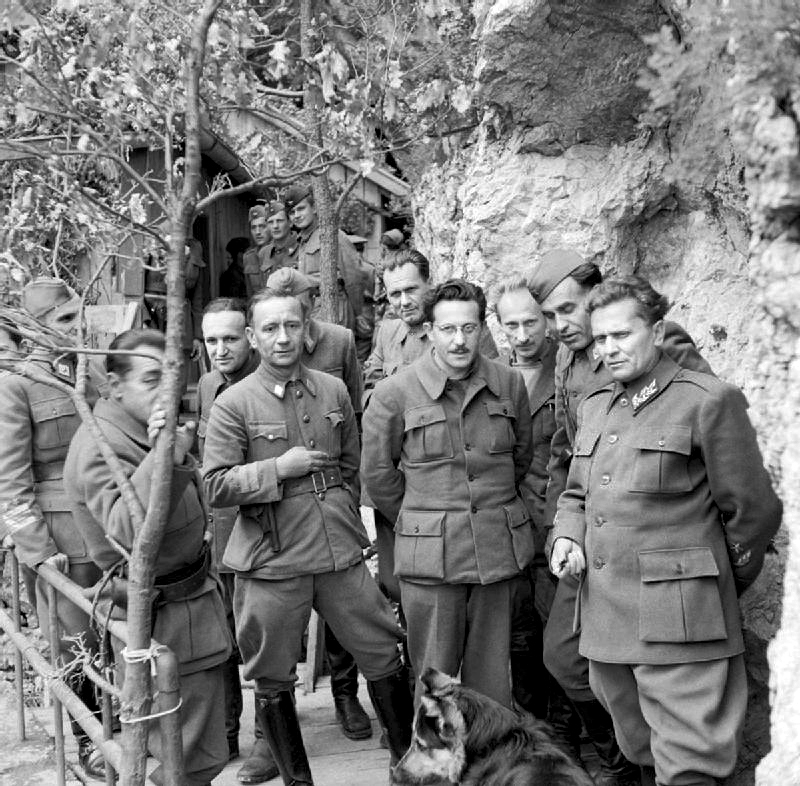
Mareșalul Tito (dreapta) cu cabinetul său în Drvar, 1944

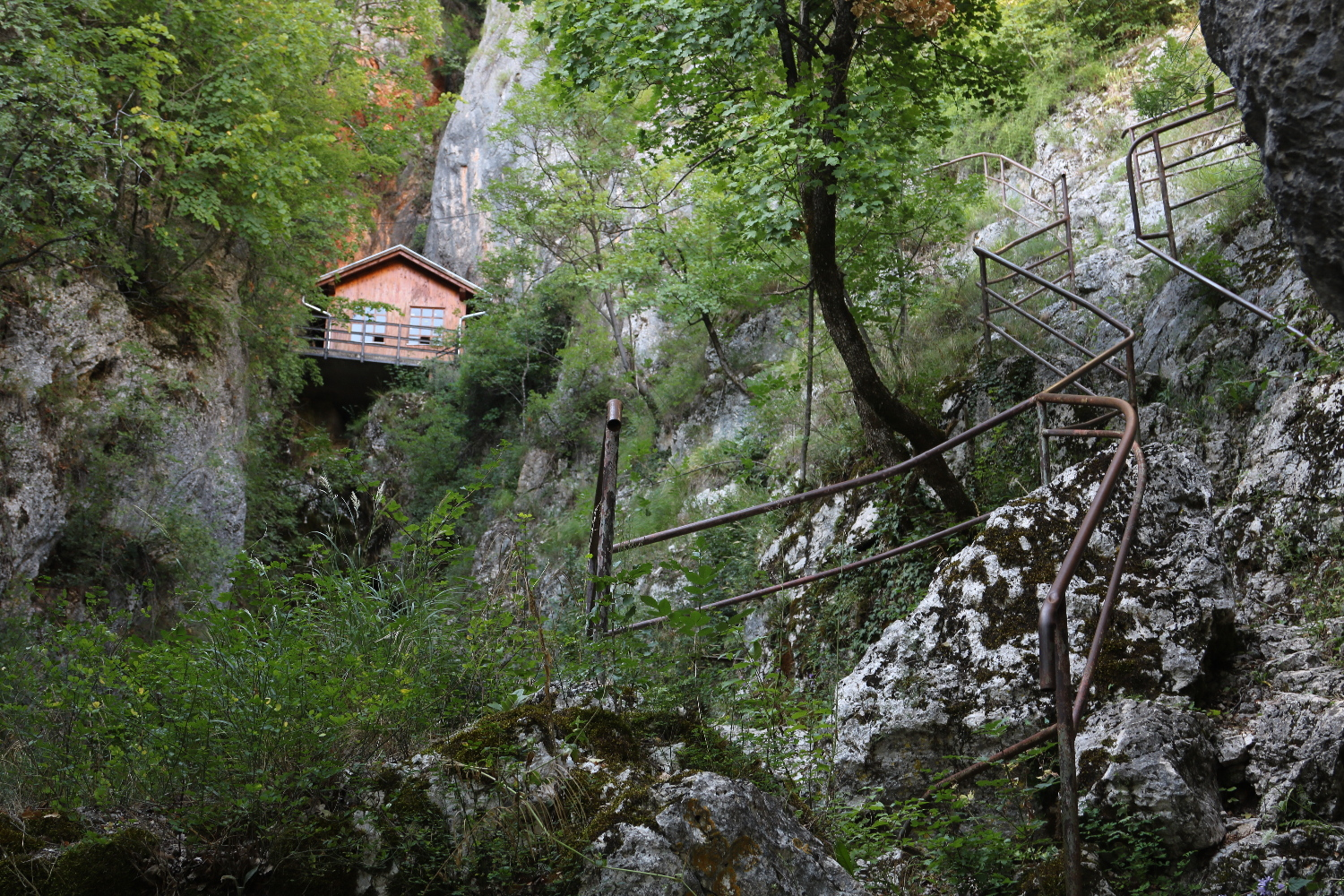
Cartierul general din Peștera lui Tito

La 10 aprilie, Ustașa, aliată cu Germania nazistă, a declarat statul independent al Croației (NDH) și a revendicat ca parte a teritoriului său întreaga zonă cunoscută sub numele de Bosnia și Herțegovina. În Drvar, acest lucru a dus la începutul prezenței guvernului Ustașa, mișcarea responsabilă în principal de Holocaustul celui de-al doilea război mondial în statul independent al Croației, în care au fost trimiși membri ai rezistenței sârbi, evrei, romi, croați și bosniaci și oponenți politici în lagăre de concentrare și uciși. La început, contingentul Ustașa din Drvar a fost format din populația croată care locuia în Drvar, dar în curând a fost întărit de alți croați care au venit din afara orașului Drvar.
În iunie 1941 Ustașa a arestat un grup mare de cetățeni proeminenți din Drvar și i-a dus la Risovac lângă Bosanski Petrovac, unde au fost torturați, uciși și aruncați într-o groapă. După ce Ustașa a întemnițat toți bărbații sârbi din Drvar în iunie și iulie 1941, au început să se pregătească de închiderea și uciderea tuturor sârbilor din Drvar, indiferent de vârstă și sex, inclusiv toate femeile și copiii.
Activitățile Ustașa au forțat populația sârbă vizată să organizeze o răscoală cunoscută sub numele de răscoala de la Drvar (27 iulie - 26 septembrie 1941). Rebelii au fost organizați în detașamentele de gherilă Crvljevica, Zaglavica, Kamenica  și Javor. Răscoala s-a terminat cu o victorie a rebelilor (4000 de sârbi), aceștia au capturat întreaga regiune a Bosniei de Vest și au încorporat-o pașnic în zona de ocupație italiană și au salvat temporar sârbii de genocidul comis de statul independent al Croației. Civili musulmani și croați au fost masacrați în Kulen Vakuf, Trubar, Bosansko Grahovo și Krnjeuša.
La 25 mai 1944 a avut loc „Operațiunea Rösselsprung”, organizată de germanii naziști, o încercare nereușită de a-l asasina pe Tito. Acesta era principalul comandant al partizanilor și era adăpostit în cartierul general al Statului Major al partizanilor care se numește acum „Peștera lui Tito”, pe dealurile de lângă Drvar în perioada respectivă.
În cei 4 ani și 1 lună de război, Drvar a fost ocupat doar 390 de zile. 767 de civili din Drvar au fost uciși și doar 13 case dinainte de război au rămas în picioare. Aproximativ 93% din infrastructura orașului a fost distrusă, iar populația de animale a fost redusă cu peste 80%.
Drvar a fost ocupat pentru prima dată de armata germană în aprilie 1941, urmată la scurt timp de armata italiană. În Drvar au continuat lupte acerbe până la mijlocul anului 1942, când ultimele forțele germane și italiene au fost expulzate. Germanii au reintrat în Drvar în 1943 și au lăsat orașul în flăcări și în ruine când au plecat.
În vara anului 1941, cetnicii au expulzat și ucis civili croați și catolici din zona Drvar. Cel mai semnificativ eveniment a fost masacrul din satul Trubar, un masacru civil comis de cetnici la 27 iulie 1941, cu cca. 300 de morți.

### RSF Iugoslavia
În anii care au urmat războiului, Drvar a fost reconstruit, industria lemnului a fost refăcută și s-au dezvoltat noi industrii metalurgice, de fabricație și de covoare. În cele din urmă, satele periferice au fost electrificate. De-a lungul timpului, a devenit o destinație turistică care a atras aproximativ 200.000 de vizitatori pe an, în principal datorită Peșterii lui Tito. La 24 noiembrie 1981, Drvar și-a schimbat numele în Titov Drvar.

### Războiul Bosniac
În 1995, Drvar (precum și alte comune) a fost preluat de forțele croate, iar populația sârbă a fugit. Mulți dintre sârbi s-au mutat la Banja Luka. În această perioadă, Drvar a fost aproape pustiu. Până în 1995, Drvar a fost populat aproape în întregime de sârbi bosniaci. În timpul războiului bosniac dintre 1992 și 1995, Drvar a fost controlat de ceea ce se numește acum Republica Srpska.
La 3 august 1995, forțele armate croate, cu ajutorul croaților bosniaci (Consiliul Croat de Apărare), au început să bombardeze Drvar, de pe muntele Šator. Doi cetățeni din Drvar au fost uciși, iar bărbații și femeile mai în vârstă au început să fie evacuați la Petrovac. O zi mai târziu, forțele armate ale guvernului croat au început „Operațiunea Furtună”, care a fost numită de trimisul special al Uniunii Europene în fosta Iugoslavie, Carl Bildt, „cea mai eficientă curățare etnică pe care am văzut-o în Balcani”. Operațiunea a avut loc în regiunea „Dalmatinska zagora" din Croația. Colanele a sute de mii de refugiați în mașini, tractoare, căruțe și pe jos au început să treacă prin Drvar în timp ce fugeau din casele lor din Croația. Bombardarea zonelor periferice din Drvar de către forțele guvernului croat a continuat timp de zile.

#### Urmări
La sfârșitul anului 1995, după semnarea Acordului de pace de la Dayton, Drvar a devenit parte a Federației Bosniei și Herțegovinei, după care politicienii croați au adus aproape 6.000 de croați bosniaci, în special persoane strămutate din Bosnia centrală, promițând locuri de muncă și chei pentru casele vacante. Alți 2.500 de soldați croați ai HVO și familiile acestora au fost staționați aici, ocupând casele cetățenilor sârbi bosniaci strămutați. Acest lucru a schimbat drastic populația și din 1995 până în 1999 populația a fost în principal croată.
În 1996, un număr mic de sârbi au început să încerce să se întoarcă la casele lor, dar s-au confruntat cu hărțuirea și discriminarea din partea croaților. Întoarcerea a continuat totuși, în ciuda jafurilor și arderii caselor din 1996-1998.
În 1998, opoziția croată la întoarcerea cetățenilor sârbi bosniaci strămutați a culminat cu revolte și crime. Clădirile și casele au fost incendiate, personalul Poliției Organizației Națiunilor Unite, personalul SFOR⁠(d) și primarul, Mile Marceta (ales cu voturi de refugiați sârbi) au fost atacați și doi sârbi în vârstă strămutați care s-au întors recent în Drvar au fost uciși.
O mare parte din pagubele aduse orașului Drvar au fost făcute nu în timpul războiului, ci în timpul ocupării ulterioare a acestuia de către civilii croați și de personalul militar, deoarece casele și afacerile sârbilor bosniaci strămutați care încercau să se întoarcă la Drvar au fost jefuite și arse. Guvernul local și companiile, puținele care există, sunt dominate de croați, iar sârbii au dificultăți în găsirea unui loc de muncă.

### Perioada modernă
De la sfârșitul Războiului Bosniac, aproximativ 5.000 de locuitori sârbi bosniaci s-au întors în Drvar.
Cu toate acestea, șomajul în oraș se ridică la 80% și mulți locuitori dau vina pe guvernul Federației Bosniei și Herțegovinei pentru situația economică precară.
În septembrie 2019, președintele Serbiei, Aleksandar Vučić, a făcut o vizită oficială în Drvar, împreună cu președintele așa numitei Republici Srpska, Milorad Dodik.
Drvar este membru al Uniunii comunelor sârbe (în bosniacă: Savez srpskih općina, în sârbă: Савез српских општина), o uniune planificată a comunelor din Federația Bosniei și Herțegovinei cu o populație majoritară sârbă pentru cooperare cu diaspora și sârbii din regiune.

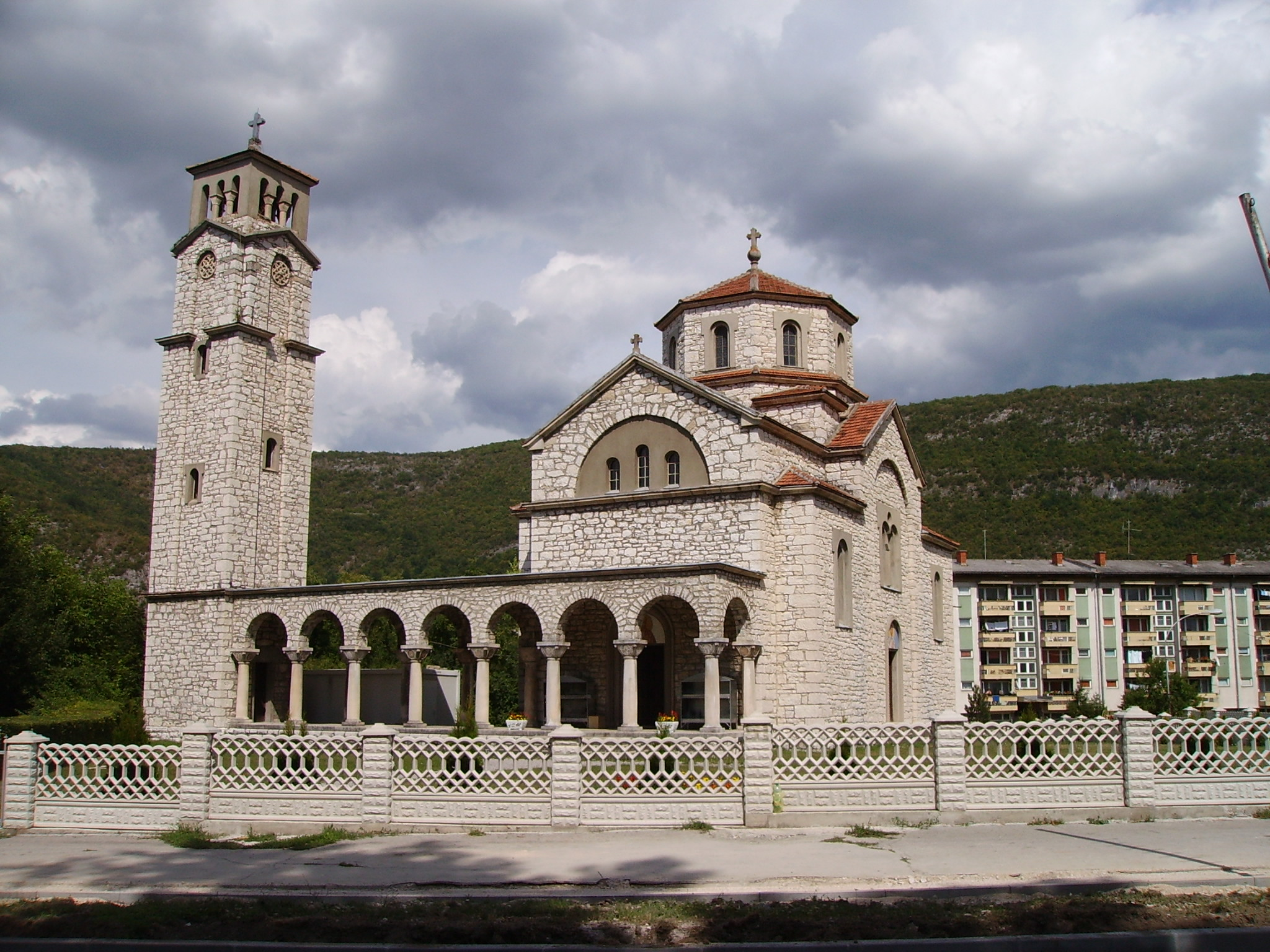
Biserica Ortodoxă Sârbă

## Așezări
În afară de orașul Drvar, comuna este formată din următoarele localități:
- Ataševac⁠(d)
- Bastasi⁠(d)
- Boboljusci⁠(d)
- Bosanski Osredci⁠(d)
- Brda⁠(d)
- Bunčevac⁠(d)
- Drvar Selo
- Gornji Tiškovac⁠(d)
- Gruborski Naslon⁠(d)
- Kamenica⁠(d)
- Ljeskovica⁠(d)
- Mali Cvjetnić⁠(d)
- Malo Očijevo⁠(d)

- Mokronoge⁠(d)
- Motike⁠(d)
- Mrđe⁠(d)
- Očigrije⁠(d)
- Palučci⁠(d)
- Podić⁠(d)
- Podovi⁠(d)
- Poljice⁠(d)
- Potoci⁠(d)
- Prekaja⁠(d)
- Srnetica⁠(d)
- Šajinovac⁠(d)
- Šipovljani⁠(d)
- Trninić Brijeg⁠(d)
- Trubar
- Uvala⁠(d)
- Veliki Cvjetnić⁠(d)
- Veliko Očijevo⁠(d)
- Vidovo Selo⁠(d)
- Vrtoče⁠(d)
- Zaglavic⁠(d)

## Demografie

### Populație
| Populația așezărilor - comuna Drvar | Populația așezărilor - comuna Drvar | Populația așezărilor - comuna Drvar | Populația așezărilor - comuna Drvar | Populația așezărilor - comuna Drvar | Populația așezărilor - comuna Drvar | Populația așezărilor - comuna Drvar |
| ----------------------------------- | ----------------------------------- | ----------------------------------- | ----------------------------------- | ----------------------------------- | ----------------------------------- | ----------------------------------- |
|                                     | Așezare                             | 1961                                | 1971                                | 1981                                | 1991                                | 2013                                |
|                                     | Total                               | 18,811                              | 20.064                              | 17.983                              | 17,126                              | 7.560                               |
| 1                                   | Drvar                               | 3.646                               | 6.417                               | 7.063                               | 8,053                               | 3.730                               |
| 2                                   | Drvar Selo                          |                                     |                                     |                                     | 844                                 | 490                                 |
| 3                                   | Mokronoge                           |                                     |                                     |                                     | 646                                 | 298                                 |
| 4                                   | Šipovljani                          |                                     |                                     |                                     | 998                                 | 478                                 |
| 5                                   | Trninić Brijeg                      |                                     |                                     |                                     | 382                                 | 232                                 |
| 6                                   | Vrtoče                              |                                     |                                     |                                     | 1.582                               | 825                                 |

### Compoziție etnică
|              | 2013           | 1991           | 1981           | 1971           | 1961            |
| Total        | 3.730 (100,0%) | 8.053 (100,0%) | 7.063 (100,0%) | 6.417 (100,0%) | 3.646 (100,0%)  |
| Sârbi        | 3.160 (84,72%) | 7.693 (95,53%) | 6.006 (85,03%) | 6.056 (94,37%) | 3.645 (99.972%) |
| Croați       | 527 (14,13%)   | 24 (0,298%)    | 42 (0,595%)    | 98 (1.527%)    | 95 (2.606%)     |
| Alții        | 33 (0,885%)    | 48 (0,596%)    | 18 (0,255%)    | 50 (0,779%)    | 35 (0,960%)     |
| Bosniaci     | 10 (0,268%)    | 29 (0,360%)    | 22 (0,311%)    | 115 (1.792%)   | 33 (0,905%)     |
| Iugoslavi    |                | 259 (3.216%)   | 961 (13,61%)   | 66 (1.029%)    | 18 (0,494%)     |
| Albanezi     |                |                | 11 (0,156%)    | 16 (0,249%)    |                 |
| Sloveni      |                |                | 3 (0,042%)     | 7 (0,109%)     |                 |
| Muntenegreni |                |                |                | 9 (0,140%)     |                 |

|              | 2013                   | 1991                     | 1981            | 1971            | 1961             |
| Total        | 7.036 / 7.560 (100,0%) | 15.343 / 17.126 (100,0%) | 17.983 (100,0%) | 20.064 (100,0%) | 18.811 (100,0%)  |
| Sârbi        | 6.420 (91,25%)         | 16.608 (96,98%)          | 15.896 (88,39%) | 19.496 (97,17%) | 18.362 (97.613%) |
| Croați       | 552 (7.845%)           | 33 (0,193%)              | 62 (0,345%)     | 141 (0,703%)    | 185 (0,968%)     |
| Alții        | 53 (0,753%)            | 68 (0,397%)              | 32 (0,178%)     | 101 (0,503%)    | 61 (0,324%)      |
| Bosniaci     | 11 (0,156%)            | 33 (0,193%)              | 26 (0,145%)     | 213 (1.062%)    | 34 (0,181%)      |
| Iugoslavi    |                        | 384 (2.242%)             | 1 949 (10,84%)  | 74 (0,369%)     | 169 (0,898%)     |
| Albanezi     |                        |                          | 12 (0,067%)     | 16 (0,080%)     |                  |
| Sloveni      |                        |                          | 4 (0,022%)      | 7 (0,035%)      |                  |
| Muntenegreni |                        |                          | 2 (0,011%)      | 16 (0,080%)     |                  |

## Economie

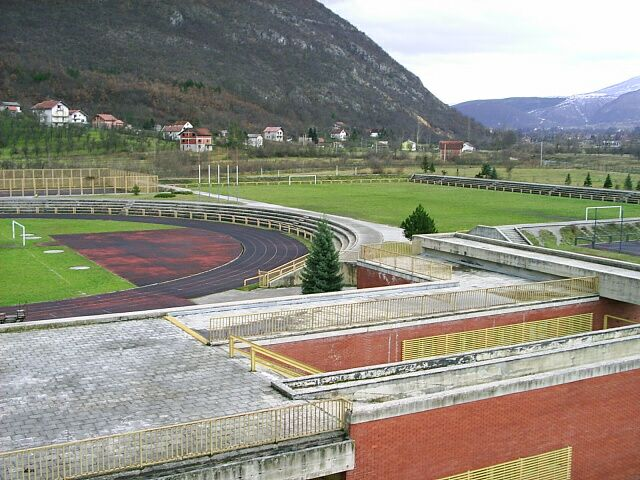
Stadionul sportiv

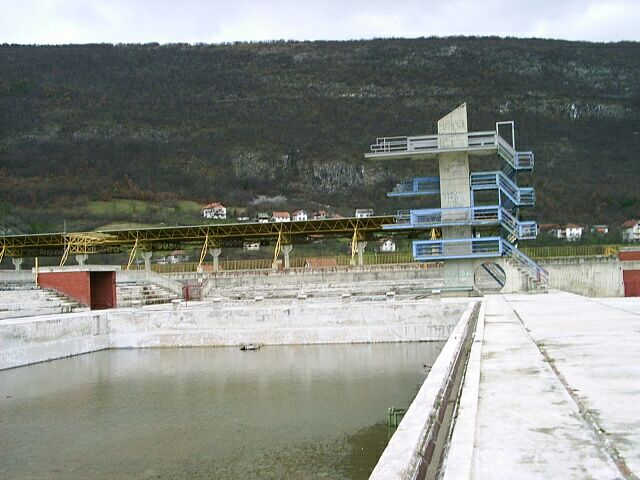
Bazin olimpic

Drvar era deja bine cunoscut în perioada austro-ungară datorită lemnului de înaltă calitate provenit din acea zonă. Drvar este încă una dintre cele mai mari zone de exploatare forestieră și prelucrare a lemnului din Bosnia și Herțegovina. Una dintre problemele majore în acest domeniu este corupția pe scară largă legată de această industrie de prelucrare a lemnului. Se estimează că în 2004 aproximativ 110.000 m3 de lemn „au dispărut”. Prețul mediu de 1m 3 de cherestea (clasa a doua) este de aproximativ 100 BAM (cca. 49,5 Euro).

## Atracții
Desant na Drvar (1963, regia Fadil Hadžić) este un film despre atacul german de la Drvar. Există câteva locuri în zonă în care au avut loc lupte puternice în acea perioadă, care par încă a fi neatinse de timp.
Atracții celebre includ „Peștera lui Tito” și așa-numita „Cetate”. În această din urmă locație menționată se poate găsi un cimitir austro-ungar (într-o stare foarte precară) care poate conține un număr (necunoscut) de soldați germani îngropați după atacul din 1944. În acest loc există și un indicator rutier roman (+/- anul 100 d.Hr.). Un alt indicator rutier roman poate fi găsit pe drumul spre Bosanski Petrovac⁠(d) lângă Zaglavica⁠(d).
Drvar este, de asemenea, renumit pentru rakija (Ракија) (palincă) locală, un tip de coniac de prune sau afine, originar din Serbia, dar popular în toată regiunea Balcanilor.

## Persoane notabile
- Petar Pećanac, primul om care a urcat Muntele Everest din Bosnia și Herțegovina și Republica Srpska în 2007
- Saša Adamović, doctor în criptologie
- Andrea Arsović⁠(d), tir sportiv
- Radomir Kovačević⁠(d), medaliat olimpic la judo
- Milan Rodić, fotbalist sârb profesionist
- Marija Bursać⁠(d), eroul național al Iugoslaviei
- Milka Bosnić, erou național
- Nikola Špirić⁠(d), fost prim-ministru al Bosniei și Herțegovinei
- Dejan Matić⁠(d), cântăreț
- Saša Matić⁠(d), cântăreț